# 黄静波 (政治人物)
黄静波（1919年—2014年12月1日），男，陕西绥德人，中华人民共和国政治人物。

## 生平
黄静波是陕西省绥德县崔家湾镇焦石堡村人。早年参加中国工农红军。1937年，担任中共米脂县委书记。1938年，任中共清涧县委书记。1943年，任陕甘宁边区政府粮食局局长。1945年，任陕甘宁边区政府财政厅副厅长。1949年，担任第一野战军后勤部副部长。1950年，任甘肃省人民政府财政厅厅长。1952年，任中央人民政府粮食部、中华人民共和国粮食部副部长。1958年，任陕西省人民委员会副省长。后因庐山会议而被牵连。
1978年，任广东省革命委员会副主任兼秘书长。1979年，任广东省人民政府副省长。
1982年，任中共青海省委书记、青海省人民政府代理省长；次年，担任青海省省长。
2014年12月1日，在北京市去世。